# Parc Dante (Montréal)
Le parc Dante est un parc public de Montréal situé dans le quartier de la Petite Italie. Il fut institué et inauguré le 26 juin 1963 pour célébrer le 50e anniversaire de fondation de la paroisse italienne Notre-Dame-de-la-Défense, face à l'église d'allure florentine.
Le monument à Dante (de Carlo Balboni) y fut transféré en 1964 depuis le parc La Fontaine, lieu de sa première installation en 1922.
Lieu de rassemblement des habitants d'origine italienne du quartier, ils s'y installent ou jouent au  bocce.

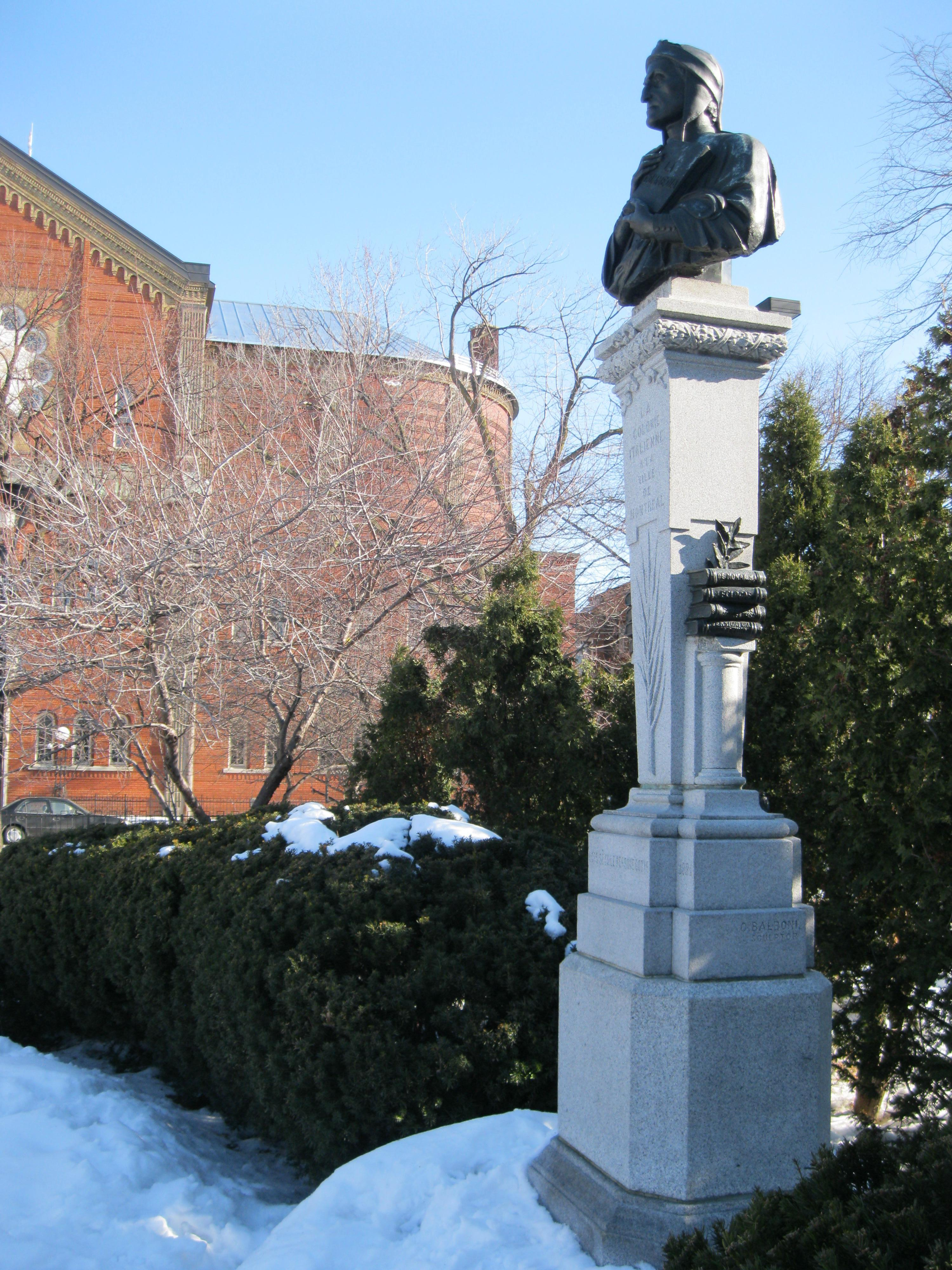
La Mort de Dante